# صلاح حافظ
صلاح حافظ (1925 - 1992)، هو صحفي وكاتب سيناريو مصري.

## نشأته
ولد صلاح حافظ بالفيوم في 27 أكتوبر 1925. ترك دراسة الطب من أجل التفرغ للصحافة حيث برز اسمه ومضت به الأيام بين الارتفاع والانحدار، وتولى رئاسة تحرير مجلة آخر ساعة عام 1964، وشارك مع الروائي فتحي غنيم في رئاسة تحرير مجلة روز اليوسف علم 1973م.

## الحياة العملية والمهنية
عُين محررًا في روزاليوسف في الأول من يناير عام 1951 بمرتب بلغ 15 جنيهًا، إذ بدأ صلاح حافظ كتاباته في روزاليوسف في باب «انتصار الحياة» ثم كتب باب «قف».
عُين صلاح الدين حافظ رئيسًا لتحرير روزاليوسف مشاركة مع فتحي غانم في 27 مايو 1974. وفي عهده وصل توزيع المجلة إلى 150 ألف نسخة توزع بدون مرتجع. تولى رئاسة تحرير مجلة آخر ساعة عام 1964، ورئاسة تحرير مجلة صباح الخير خلال سفر لويس جريس خلال شهر مايو 1985، كما تولي رئاسة تحرير روزاليوسف خلال سفر السيد عبد العزيز خميس اعتبارًا من يوم الاثنين 6 سبتمبر 1982، وانتهت خدمته في روزاليوسف يوم 27 أكتوبر 1985.

## وفاته
توفي محمد صلاح الدين حافظ في 4 مارس 1992.